# Obergröningen
Obergröningen là một xã của Đức. Đô thị này thuộc huyện Ostalb, bang Baden-Württemberg. Đô thị này có diện tích 5,86 km2, dân số là 457 người (31/12/2006).